# Döbrönte, Veszprém
Döbrönte (în germană Dewrenten) este un sat în districtul Pápa, județul Veszprém, Ungaria, având o populație de 253 de locuitori (2011).

## Demografie
Componența etnică a satului Döbrönte
     Maghiari (75,09%)
     Germani (23,47%)
     Necunoscut (1,44%)
     Alții (1,44%)
Componența confesională a satului Döbrönte
     Romano-catolici (67,59%)
     Reformați (9,09%)
     Luterani (2,37%)
     Fără religie (1,98%)
     Necunoscută (18,97%)
Conform recensământului din 2011, satul Döbrönte avea 253 de locuitori. Din punct de vedere etnic, majoritatea locuitorilor (75,09%) erau maghiari, cu o minoritate de germani (23,47%). Apartenența etnică nu este cunoscută în cazul a 1,44% din locuitori.  Din punct de vedere confesional, majoritatea locuitorilor (67,59%) erau romano-catolici, existând și minorități de reformați (9,09%), luterani (2,37%) și persoane fără religie (1,98%). Pentru 18,97% din locuitori nu este cunoscută apartenența confesională.